# NGC 3272
NGC 3272 este o galaxie situată în constelația Leul Mic. A fost descoperită în  de către .